# Новий Алдар
Новий Алда́р (рос. Новый Алдар, башк. Яңы Алдар) — присілок у складі Янаульського району Башкортостану, Росія. Входить до складу Асавдибаська сільської ради.
Населення — 100 осіб (2010; 148 у 2002).
Національний склад:
- башкири — 92 %